# Département de General Lamadrid
Le département de General Lamadrid est une des 18 subdivisions de la province de La Rioja, en Argentine. Son chef-lieu est Villa Castelli.
Le département a une superficie de 6 179 km2. Sa population s'élevait à 1 717 habitants en 2001 et à 1 880 habitants en 2005, selon les estimations de l'INDEC.